# Agrotis duae
Agrotis duae là một loài bướm đêm trong họ Noctuidae.